# Mbochi (langue)
Pour les articles homonymes, voir Mbochi.
Le mbochi (ou mbosi, m’bochi, mboshi, m’boshi) est une langue bantoue parlée en République du Congo, dans la région de la Cuvette ainsi que dans la région des Plateaux. Elle compte une centaine de milliers de locuteurs, qui pour la plupart utilisent également le lingala comme langue véhiculaire. Elle n'est en général pas écrite, bien que la transcription en alphabet latin soit possible.
On parle aussi de mbochi pour désigner un groupe de langues parlées dans le Nord de la République du Congo, regroupant le mbochi proprement dit et cinq autres langues parlées par un nombre moindre de locuteurs : l'akoua, le koyo (en), le likouba, le likouala et le mboko.

## Répartition géographique
Le mbochi est parlé dans les régions suivantes :
- région de la Cuvette :
  - district de Boundji,Ngoko ;
  - district d’Owando ;
  - district d’Oyo ;
  - district de Bokouélé ;
  - district de Tongo ;
  - district de Tchikapika ;
  - district de Mossaka ;
- région des Plateaux :
  - district d’Abala ;
  - district d’Allembé ;
  - district d’Ogogni.
  - district d'Ollombo

### Dialectes
Les dialectes du mbochi sont parlés au nord et au sud de la rivière Alima :
- le mbondzi, le ngaé, le ngilíma et l’ɔbaa à l’ouest ;
- l’olee, l’ondinga et le tsambítsɔ au sud ;
- l’ɛbɔi au centre nord ;
- le bokwele et le boɲala à l’est[2].

## Écriture
| a | b | bh | bv | d | e | ɛ | f | gh | i | k | l | m | mb | mv | n | nd | ng | ny | nz | o | ɔ | p | pf | r | s | t | ts | u | w | y |

## Prononciation

### Voyelles
Le mbochi a sept voyelles : a e ɛ i o ɔ u
|           | Antérieur | Postérieur |
| --------- | --------- | ---------- |
| Fermé     | i         | u          |
| Mi-fermé  | e         | o          |
| Mi-ouvert | ɛ         | ɔ          |
| Ouvert    | a         |            |

### Consonnes
|                       | Bilabiales | Bilabiales | Labio- dentales | Labio- dentales | Alvéolaires | Alvéolaires | Post- alvéolaires | Post- alvéolaires | Palatales | Palatales | Vélaires | Vélaires |
| --------------------- | ---------- | ---------- | --------------- | --------------- | ----------- | ----------- | ----------------- | ----------------- | --------- | --------- | -------- | -------- |
| Occlusives            | p          | b          |                 |                 | t           | d           |                   |                   |           |           | k        |          |
| Occlusives nasalisées |            | ᵐb         |                 |                 |             | ⁿd          |                   |                   |           |           |          | ᵑɡ       |
| Fricatives            |            | β          | f               |                 | s           |             |                   |                   |           |           |          |          |
| Fricatives nasalisées |            |            |                 | ᵐv              |             | ⁿz          |                   |                   |           |           |          |          |
| Affriquées            |            |            | pf              | bv              | ts          | dz          |                   |                   |           |           |          |          |
| Nasales               |            | m          |                 |                 |             | n           |                   |                   |           | ɲ         |          |          |
| Battues               |            |            |                 |                 |             | r           |                   |                   |           |           |          |          |
| Spirantes             |            |            |                 |                 |             | l           |                   |                   |           | j         |          | w        |

### Grammaire
Le mbochi a 12 classes nominales, chacune avec ses morphèmes et préfixes. Celles-ci correspondent aux classes d’autres langues bantoues.
| Classes | Protobantou | Mbochi (fréquent) | Mbochi (moins fréquent) |
| ------- | ----------- | ----------------- | ----------------------- |
| 1       | mù-         | ò-                | mù-                     |
| 1a      |             | ∅-(N)             |                         |
| 2       | bà-         | à-                | b-                      |
| 3       | mù-         | ò-                | mù-                     |
| 4       | mì-         | ì-                | mì-                     |
| 5       | ì̧-          | ì-/∅-             | dì-                     |
| 6       | mà-         | à-                | m-                      |
| 7       | kì-         | è-                |                         |
| 8       | bì̧-         | ì-                | b-                      |
| 9       | N-          | ∅-(N)             |                         |
| 10      | N-          | ∅-(N)             | N-                      |
| 11      | dù-         | lè-               |                         |
| 14      | bù-         | ∅-                | bv-                     |